# تفكر ذاتي للبشر

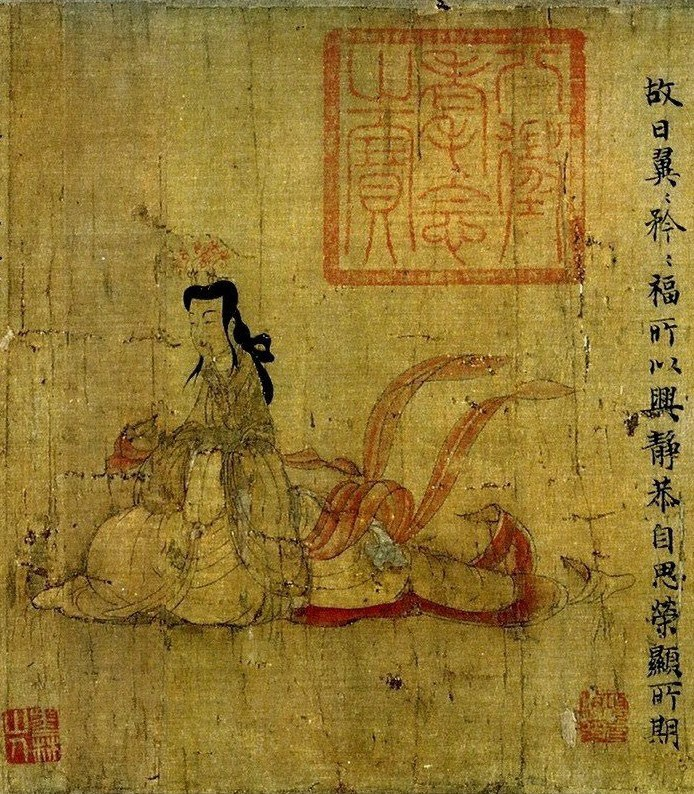
يبين هذا المشهد قبل الأخير من سلسلة النصائح (Admonitions Scroll) سيدة القصر تجلس في حالة تأمل، على ما يبدو بعد سرد النصائح في السطور التالية: "لهذا أقول: التزمي الحذر والحيطة في كل ما تفعلين ليصادفك السعد والحظ. فكري بهدوء واحترام في أفعال وستجدين العزة والمنزلة الرفيعة ملك يديك."

التفكر الذاتي لدى البشر هي قدرة الإنسان على ممارسة مطالعة النفس واستعداده لتعلم المزيد عن الطبيعة الأساسية والغرض والجوهر. وتبين التسجيلات التاريخية الأولى مدى الاهتمام الشديد الذي أولته البشرية لذاتها. ويؤدي التفكر الذاتي للإنسان على اختلافه إلى البحث في ماهية العادة البشرية وجوهر الإنسانية بوجه عام.
يرتبط التفكر الذاتي للإنسان بـ فلسفة الوعي وبموضوع الإدراك والوعي عموما وبـ فلسفة العقل.

## معلومات تاريخية

### عصور ما قبل التاريخ
يمكن تخمين أفكار عصور ما قبل التاريخ عن البشرية من خلال أصل الكلمات القديمة لكلمة الإنسان. الكلمة اللاتينية homo (لغة هندية أوروبية بدائية *kþonyon) تعني «من الأرض، أرضي»، ويحتمل أن هذه التسمية جاءت مقابل الكائنات «السماوية». اليونانية ἂνθροπος (اليونانية القديمة *anthropos) تعني «منخفض العين،» ويحتمل مجددا أن تكون مقابلة للمنظور السماوي.

### الشرق القديم
منذ الألفية الثالثة في الدولة القديمة في مصر، تم تسجيل الإيمان بخلود روح الميت (كا) في الحياة الآخرة. منذ العصور الأولى، وضع الإنسان تصورا لسيطرة البشرية جانبا إلى جانب التشاؤم الجذري نتيجة العجز وقصر مدة حياة الإنسان (فمثلا في الكتاب العبري، وعد الإنسان في سفر التكوين 1:28، لكن خالق سفر الجامعة يحكم سيطرته على عبث جميع الجهود البشرية).

### الكلاسيكية القديمة
بروتاغوراس وضع المقولة الشهيرة بأن «الإنسان هو مقياس كل الأشياء جميعا، إنه كذلك؛ ليس من هذا، إنه ليس كذلك». أما سقراط فقد قدم تعريفا للإنسان (مازحا بالتأكيد) بأنه «كائن ذو قدمين دون ريش» و (أفلاطون، Politicus).كان الأكثر جدية هو وصف أرسطو للإنسان بأنه «حيوان اجتماعي» (ζῶον πολιτικόν)، أي أنه يؤكد على صفة إنشاء المجتمعات التي تعد سمة مركزية في الطبيعة البشرية وهو «حيوان ذو حصافة» (ζῶον λόγον ἔχον, حيوان عاقل)، مصطلح كان مصدر إلهام لعلم تصنيف الأجناس، إنسان عاقل.

### العصور الوسطى
إن الفكرة العالمية السائدة في أوروبا في العصور الوسطى، والتي قادتها الكنيسة الرومانية الكاثوليكية، هي أن وجود الإنسان يتميز بـ الخطيئة، وينبغي أن يكون هدف الإنسان هو الاستعداد للحساب الإلهي بعد الموت. كتب البابا إينوسنت الثالث في القرن الثالث عشر عن المحنة الأساسية للوجود على الأرض في كتابه «نظرة على محنة الإنسان» – وهي نظرة شكك فيها، على سبيل المثال، جيانوزو مايتي في أطروحته «عن الكرامة الإنسانية.»

### عصر النهضة
انظر إنسانية النهضة.
هناك مقتطف شهير من مسرحية شكسبير هاملت (الفصل الثاني، المشهد الثاني، 115 - 117)، يعبر فيه عن التناقض بين الجمال الجسدي للإنسان والملكة العقلية والطبيعة الزائلة:
ما أعجب الإنسان من كائن! ما أسمى ذكاءه! وما أبرع عقله وفصاحته! وما أروعه وأعجبه في هيئته وتحركه! ما أشبهه بالملك في عمله الطيب، وما أشبهه في إدراكه ببعض الآلهة! إنه أجمل شيء في الكون! مثال الكمال في مملكة الحيوان! ومع ذلك فماذا أراه في هذا الكائن الذي جوهره التراب؟
رينيه ديكارت قال في عبارته الشهيرة البليغة: أنا أفكر، إذن أنا موجود (بالفرنسية: "Je pense donc je suis"; بالعربية: «أنا أفكر، إذن أنا موجود»)

### العصر الحديث
استرشد عصر التنوير بعقيدة مجددة، وهي بكلمات إيمانويل كانت، «الإنسان يتميز عن جميع الحيوانات بوعيه بذاته، وبهذا يكون الإنسان» حيوانا عاقلا"." وفي القرن التاسع عشر عرف كارل ماركس الإنسان بكونه «حيوانا مشتغلا» (حيوان مشتغل) في معارضة معلومة لهذا التقليد. وفي أوائل القرن العشرين وجه سيجموند فرويد ضربة هائلة للفلسفة الوضعية عندما افترض أن السلوك البشري يتحكم فيه العقل الباطن إلى حد كبير.[بحاجة لمصدر]

## مقارنة مع الأجناس الأخرى
كانت هناك محاولات مختلفة لتحديد سمة سلوكية واحدة تميز الإنسان من بين جميع الحيوانات الأخرى. فيعتقد الكثير من علماء الأنثروبولوجيا أن السمات التي يسهل ملاحظتها (صناعة الأدوات واللغة) تعتمد على عملية عقلية يسهل ملاحظتها بدرجة أقل بحيث قد تكون فريدة بين بني الإنسان: القدرة على التفكير بطريقة رمزية، من الناحية المجردة أو المنطقية، هذا على الرغم من أن بعض الأجناس قد أظهرت بعض القدرات في تلك النواحي. ولا يتضح أيضا عن أي مرحلة على وجه التحديد من مراحل تطور الإنسان أصبحت تلك السمات سائدة. قد لا تكون تلك السمات قاصرة على جنس الإنسان، فالأجناس المنقرضة من جنس الإنسان (مثل نياندرتال والإنسان المنتصب) يعتقد أيضا أنها كانت أهلا لصناعة الأدوات وكانت لديهم أيضا مهارات لغوية.
يعد التفكير في بيئة التعلم جزء مهما من دائرة الاستمرار حتى يمكن تحقيق أقصى استفادة من التجارب المكتسبة. فبدلا من المضي قدما إلى المهمة التالية، يمكننا مراجعة عملية المهمة ونتائجها - وبعد مرور وقت قصير، يمكننا إعادة التفكير في قيمة التجربة بالنسبة لنا وبالنسبة للسياق الذي كنا فيه.